# Рэнди Робертсон
Рэнди Робертсон (англ. Randy Robertson) — персонаж американских комиксов издательства Marvel Comics. Наиболее известен как сын Робби Робертсона и один из второстепенных героев в окружении Человека-паука. На протяжении многих лет с момента его первого появления в комиксах персонаж появился в нескольких мультсериалах.

## История публикаций
Рэнди Робертсон был создан сценаристом Стэном Ли и художником Джоном Ромитой-старшим, дебютировав в The Amazing Spider-Man #67 (Октябрь, 1968). Он стал первым афроамериканцем среди друзей Питера Паркера и был представлен в сюжетной линии о студенческих беспорядках в колледже 1968, благодаря которой издательство Marvel хотело сблизиться с подростковой аудиторией.
Отец Рэнди, Робби, был высокопоставленным редактором вымышленной газеты Daily Bugle, чьи сюжетные линии никак не раскрывали особенности его расы. Образ Робби подвергся критике со стороны автора одного из писем, направленных в редакцию: «Мне кажется, что ваши негры не более чем белые люди, которым художник нарисовал тёмную кожу». Создание Рэнди было отчасти ответом на эту критику. Рэнди открыто бросил вызов своему отцу: «Я знаю, что ты добился успеха здесь, в белом мире! Но что насчёт других братьев, которые пошли твоим путём... которые получили свои «корочки»... и до сих пор не могут ничего сделать?».
В 1971 году Рэнди сыграл аналогичную роль, выступая в качестве голоса народа в споре с Норманом Озборном о злоупотреблении наркотиками: «Все думают, что во всём виноваты чёрные, но это не так! Мы как раз ненавидим наркотики больше всех! Они причиняют нам боль больше, чем кому-либо другому — потому что у слишком многих из нас нет надежды — поэтому мы являемся лёгкой добычей для дилеров. Но это не только наша проблема! Вас она тоже касается!».
Рэнди так и не удалось стать одним из ключевых второстепенных персонажей. Время от времени он появлялся в комиксах 1970-х, после чего не фигурировал в публикациях на протяжении многих лет. Тем не менее, были периоды, когда Рэнди регулярно участвовал в событиях комиксов, в том числе 1988–1989, 2000–2001 и 2011–2012 годы. В арке Ника Спенсера «Назад к основам» в начале 5 тома The Amazing Spider-Man (Сентябрь, 2018) Рэнди являлся соседом по квартире Питера Паркера.

## Биография вымышленного персонажа
Рэнди Робертсон был сыном Джозефа «Робби» Робертсона, редактора Daily Bugle. Он поступил в Университет Эмпайр-стейт на год позже фотографа Bugle Питера Паркера. Будучи хаотичным и буйным человеком, в отличие от своего уравновешенного отца, Рэнди начал участвовать в студенческой жизни, а также сдерживал более радикально настроенного Джоша Киттилинга. По совету отца, Рэнди хотел подружиться с Питером, однако жизнь Паркера в качестве Человека-паука не позволяла ему повлиять на находящегося на распутье Робертсона. На следующий день после встречи с Питером, Рэнди присоединился к Джошу и другим в протесте против планов руководства Университета по превращению выставочного зала в общежитие для приезжих выпускников, вместо нуждающихся студентов. Криминальный авторитет Кингпин прервал их демонстрацию, чтобы украсть Табличку, якобы содержащую секрет бессмертия. Когда вмешался Человек-паук, Рэнди попытался остановить Кингпина. Несмотря на последовавшее за этим действием поражение Рэнди, остановив Кингпина, Человек-паук оценил мужество молодого человека. Вскоре Рэнди присоединился к кругу друзей Питера по колледжу, однако он оставался равнодушным к деятельности Человека-паука в Университете и других местах Нью-Йорка. Со временем он укротил свой бунтарский дух и, после окончания Университета, продолжил обучение в области социальной работы в Питтсбургском государственном университете, где познакомился со своей будущей женой Мэнди Батавидес, еврейского происхождения.
В конце концов Рэнди вернулся в Нью-Йорк вместе с Мэнди, и хотя их поспешный брак обеспокоил Робби, вскоре он принял Мэнди в качестве невестки. Рэнди и Мэнди присматривали за Робби после того, как того избил преступник Могильщик. После выздоровления его отца, Рэнди оспаривал вину Робби за совершения уголовного преступления и решительно протестовал против тюремного заключения своего отца. Также он продолжал оказывать своей матери Марте эмоциональную поддержку. Вскоре семья воссоединилась, когда Робби, избежавший смерти от рук Могильщика во время вынужденного побега из тюрьмы, получил помилование. Когда Мэнди получила предложение о работе в Калифорнии, молодые Робертсоны переехали на Западное побережье, однако их брак осложнили различные обстоятельства и, после развода, Рэнди в одиночку вернулся Нью-Йорк.
Рэнди бросил общественную работу, чтобы стать актёром, к большому неодобрению своего отца. Возобновив дружбу с Питером, чья собственная жена Мэри Джейн Уотсон считалась мёртвой, Рэнди предложил Паркеру стать его соседом по квартире. Несмотря на возникшее соседство, Рэнди, как правило, проводил больше времени с их общими друзьями Глорией Грант и Джилл Стейси, не осознавая опасности, которые сулила их общая жизнь. После прямого столкновения с Зелёным гоблином, Рэнди обратился за советом к Робби, так как его отец имел значительный опыт работы с суперзлодеями, будучи редактором Bugle. В то время как Рэнди начал отношения с Глорией, Питер не смог ответить на чувства Джилл. Питер съехал от Рэнди после того, как Мэри Джейн оказалась живой. Как только Питер присоединился к Мстителям и переехал в Башню Старка, Рэнди потерял связь с Паркерами. Рэнди недолгое время пребывал в доме Робертсонов после того, как Робби уволили из Bugle. В дальнейшем Рэнди начал встречаться с репортёром Норой Уинтерс, за что его возненавидел Фил Урих. Когда приспешники Алистера Смайта атаковали офисы Линии Фронта, Фил сломал опорную балку. Это, наряду с ущербом, нанесённым атакой, привело к тому, что потолок обрушился на Рэнди. Рэнди пережил падение, но был серьёзно ранен.
Во время сюжетной линии Spider-Island, Рэнди Робертсон отправился помогать Норе во время эпидемии. Тогда же на него напал Хобгоблин (Фил Урих), когда давно пытался их разлучить. Рэнди стал одним из жителей Нью-Йорка, получивших паучьи способности. Благодаря новообретённым силам он смог какое-то время отбиваться от Хобгоблина, но, в конечном итоге, проиграл из-за отсутствия опыта. Рэнди удалось отбиться от Хобгоблина, однако он решил расстаться с Норой, сославшись на то, что её больше волнует сюжет, чем его или собственная жизнь. Тем не менее, из-за своей мутации, как и в случае с миллионами жителей Нью-Йорка, он превратился в паука-монстра. Рэнди и остальное гражданское население в конце концов были вылечены, когда Человек-Паук использовал Октоботов Доктора Осьминога, чтобы рассеять противоядие.
Рэнди и Питер вновь стали соседями по квартире в ране Ника Спенсера. Когда Человек-Паук отправился в гости к Рэнди Робертсону, он обнаружил, что тот целовался с Дженис Линкольн, дочерью Могильщика.

## Альтернативные версии

### Гвен-паук
На Земле-65 Рэнди Робертсон был репортёром в сфере рок-н-ролла и другом Мэри Джейн Уотсон. Он пытался убедить лидера группы ЭмДжей Уотсон попросить Гвен Стейси вернуться в группу.

## Вне комиксов

### Телевидение
- Рэнди появляется в мультсериале «Человек-паук» 1994 года, где его озвучил Альфонсо Рибейро[23]. Он представлен как бунтующий, незрелый подросток, который всегда попадает в неприятности и легко поддаётся влиянию толпы. В эпизоде «Могильщик» Рэнди убеждают, что банда преступников, к которой он присоединился, заботится о нём больше, чем его отец Робби, в результате чего Робертсон-младший становится подчинённым Могильщика, заклятого врага Робби, который намеревается использовать Рэнди, чтобы уничтожить репутацию его отца. Тем не менее, благодаря Человеку-пауку Рэнди осознаёт, что сбился с пути и мирится со своим отцом. В эпизоде « Виновен» Могильщик и Ричард Фиск подставляют Робби. Рэнди винит Человека-паука в положении отца, однако супергерою удаётся очистить имя Робби.
- В мультсериале «Новые приключения Человека-паука» 2008 года Рэнди Робертсон, озвученный Филом Ламарром[23], является одним из второстепенных персонажей. Здесь он представлен как тихий и неактивный подросток, в отличие от более вспыльчивого и инициативного аналога из комиксов. Он состоит в отношениях с Салли Эврил и дружит с Флэшем Томпсоном, однако не издевается над Питером Паркером.
- Зено Робинсон озвучил Рэнди Робертсона в мультсериале «Человек-паук» 2017 года[23]. Он ходит в среднюю школу Мидтауна и ведёт собственный блог.

### Видеоигры
Робби Робертсон упоминает своего сына Рэнди в игре Spider-Man 2 (2023).